# Dirck Coornhert
Dirck Volckertszoon Coornhert, även känd som Theodore Cornhert, född 1522 i Amsterdam, död 29 oktober 1590 i Gouda, var en nederländsk författare, filosof, översättare, politiker och teolog.
Coornhert blev 1561 stadsnotarie, senare stadssekreterare i Haarlem. På grund av opposition med det spanska väldet kastades han i fängelse i Haag 1567, och flydde efter frigivandet två gånger till Kleve och Xanten i Tyskland. Coornhert skrev en kärnfull, för det nederländska språkets senare utveckling förebildlig prosa och flytande välljudande dikter av främst etisk karaktär.
Bland hans skrifter märks Liedboeck (1575) och Zedekunst, dat is wellevenskunst (1580). Coornhert översatte även Odysséen, Cicero, Seneca och Boccaccio till nederländska.
Han var talesman för en odogmatisk tendens inom det religiösa tänkandet, som koncentrerade sig på människans personliga förhållande till Gud och hennes plikt att övervinna synd, vartill hon drivs av dårskap.